# Le Meix-Tiercelin
Le Meix-Tiercelin település Franciaországban, Marne megyében. Lakosainak száma 167 fő (2022. január 1.). Le Meix-Tiercelin Châtelraould-Saint-Louvent, Courdemanges, Humbauville, Les Rivières-Henruel, Saint-Ouen-Domprot és Somsois községekkel határos.

## Népesség
A település népességének változása:
| Lakosok száma | 203  | 172  | 150  | 196  | 180  | 173  | 175  | 167  | 166  | 167  |
|               | 1968 | 1982 | 1990 | 2006 | 2013 | 2015 | 2017 | 2019 | 2020 | 2022 |